# Hăghig
Hăghig (in ungherese Hídvég, in tedesco Fürstenberg o Fürstenburg) è un comune della Romania di 2211 abitanti, ubicata nel distretto di Covasna, nella regione storica della Transilvania.
Il comune è formato dall'unione di 2 villaggi: Hăghig e Iarăș.